# 新街溪
24°59′19″N 121°12′57″E / 24.9887212°N 121.2158339°E
新街溪，舊名石頭溪，位於桃園市境內，發源於龍潭台地南端三角林之北，沿平鎮區金陵路往北流，進入中壢區龍岡都市計畫區，經過中壢平鎮擴大都市計畫區及高鐵桃園站特定區後，進入大園區內海里之北流入台灣海峽。
新街溪流域全長約29公里，流域面積為55平方公里，中壢區約12.8公里，屬於新街溪中游段落，都市排放生活用水量可觀。
新街溪水源與老街溪相接，水源穩定都市區域開發排水道，匯入新街溪，中壢區內有「黃屋莊支線」、「上水尾支線」。高鐵桃園站特定區附近有埤塘供應水源，正常水位不超過1米，洪水位可承受限度是3米。
近年來，政府單位在中壢區忠福段、溪州段整建新街溪河濱步道，並在2013年1月啟用新街溪水岸光廊。